# Margin
Der Anglizismus Margin (ˈmaʀʒin; deutsch Marge, allerdings mit anderer Bedeutung) betrifft in der Wirtschaftswissenschaft und insbesondere im Finanzwesen eine Sicherheitsleistung, die durch den Anleger bei bestimmten Wertpapiergeschäften oder Kontrakten über Commodities gegenüber Kreditinstituten, Wertpapierdienstleistungsunternehmen oder Brokern zu stellen ist.

## Allgemeines
Beim Handel mit Derivaten wie Differenzgeschäften, Optionen, Swapgeschäften oder Terminkontrakten unterliegt der Anleger einem hohen Kursänderungsrisiko. Läuft der Kurs gegen ihn, resultiert dies bei Erfüllung oder beim Schließen der Position in einem zahlbaren Verlust. 
Der unrealisierte Verlust aus dem Kursänderungsrisiko entspricht einem Kontrahentenrisiko der Gegenpartei, das umso höher ist, je mehr der Kurs gegen den Anleger läuft. Dem unrealisierten Verlust des Anlegers entspricht nämlich ein ebenso hoher unrealisierter Gewinn der Gegenpartei. Dieser besteht darin, dass die Gegenpartei von dem Anleger einen besseren Preis als der aktuelle Marktpreis kontrahiert hat. Fällt der Anleger aus, so kann die Gegenpartei wieder nur den aktuellen Marktpreis erzielen. Die Differenz zwischen aktuellem Marktpreis und kontrahiertem Preis resultiert somit bei Ausfall des Anlegers in einem Verlust der Gegenseite, der genau dieselbe Größe hat wie ihre unrealisierten Gewinne oder wie die unrealisierten Verluste des Anlegers aus der Geschäftsbeziehung.
Die Margin ist die Sicherheit, die der Anleger bei der Gegenpartei (typischerweise die Börse oder ein Broker) zu hinterlegen hat, um sein Kontrahentenrisiko vollständig zu decken. Da sich die Höhe des Kontrahentenrisikos mit jeder Kursänderung ändert, ändert sich die erforderliche Höhe dieser Sicherheit ständig. Die insgesamt zu hinterlegende Sicherheit besteht bei Derivategeschäften aus zwei Bestandteilen, dem Ersteinschuss (oder Garantiehinterlegung; englisch Initial Margin; Eurex: Additional Margin) und dem Nachschuss (englisch Variation Margin). Bei Lombardkrediten wird die sogenannte Halte-Margin (englisch Maintenance Margin) erhoben.
Margins gibt es sowohl beim Börsenhandel als auch im OTC-Handel. Börsen verlangen Margins beispielsweise bei Futures-Kontrakten, Short-Positionen von Optionen oder Leerverkäufen von Aktien. Im OTC-Handel werden Margins bei Forwards oder Swaps verlangt.

## Initial Margin
Die Initial Margin ist der von der Clearingstelle, einem Broker oder einer Bank, geforderte Mindestbetrag, den ein Anleger vor einer Handelstransaktion bereitstellen muss. Beim Optionskauf beinhaltet die Initial Margin die später zu zahlende Optionsprämie. Weiterhin muss die Initial Margin das Kursänderungsrisiko bis zur nächsten Neubewertung abdecken, wofür als Indikator für das Risiko der Terminbörse die historische Volatilität des jeweiligen Basiswertes dient. Es dient damit der Deckung etwaiger Glattstellungskosten bei einem kurzfristigen Ausfall des Anlegers.
Die Initial Margin kann entweder auf produktspezifischen Pauschalbeträgen basieren, wobei nur gegenläufige Positionen gegeneinander aufgerechnet werden („Risk-based-Margining-System RBM“) oder auch Korrelationen bei der Kursentwicklung unterschiedlicher Produkte berücksichtigen.

## Variation Margin
Die Variation Margin gleicht die Marktwertveränderung des Anlegerportfolios von Tag zu Tag aus (Mark-to-Market). Hat der Portfoliowert des Anlegers sich vermindert, so erhöht sich die Variation Margin Anforderung um denselben Betrag. Im umgekehrten Fall vermindert sie sich um die positive Marktwertänderung. Die Variation Margin entspricht somit den unrealisierten Verlusten des Portfolios, die beim Glattstellen der Positionen fällig würden. Weist das Marginkonto des Anlegers keine den aktuellen Anforderungen entsprechende Deckung mehr aus, kommt es zu einem Margin-Call.

## Margin Call
Unter dem Begriff Margin Call ist die auf dem Margin-Vertrag beruhende Aufforderung des Sicherungsnehmers gegenüber dem Sicherungsgeber zur Zahlung der Margin zu verstehen. Meist betrifft der Margin Call die Nachschusspflicht bei der Variation Margin, die bei Neubewertung innerhalb von 24 Stunden zu erfüllen ist; bei Nichterfüllung wird die Position glattgestellt.

## Maintenance Margin
Die Maintenance Margin ist zahlbar, wenn der Anleger zu Kauf einen Effektenlombardkredit (englisch margin trading) in Anspruch nimmt. Sie beträgt meist 25 % des Kreditbetrags.

## Rechtsfragen
Die Verpflichtung zur Leistung von Margins durch den Sicherungsgeber (Anleger, Spekulant, Trader) an den Sicherungsnehmer (Kreditinstitute, Wertpapierdienstleistungsunternehmen oder Broker) ergibt sich aus einer Margin-Vereinbarung. Dabei handelt es sich um Verträge, die insbesondere der Besicherung des Gegenparteiausfallrisikos von Derivaten dienen. Hierin einigen sich die Vertragsparteien unter anderem über die Eröffnung eines besonderen Margin-Kontos, wobei Margins zu leisten sind durch Hinterlegung von Bankguthaben oder in Form von Wertpapieren. Außerdem regeln die Vereinbarungen die Art, Höhe und Fälligkeit der Margins und die Häufigkeit der vorzunehmenden Bewertungen der Basiswerte. Die Eurex bewertet börsentäglich nach der Mark-to-market-Methode.
Nach Art. 11 Abs. 3 Marktinfrastrukturverordnung müssen Transaktionen in Derivaten, die nicht der Clearingpflicht unterliegen, in den EU-Mitgliedstaaten besichert werden. Als Besicherungsinstrumente sind Variation Margin und Initial Margin vorgesehen. Das Variation Margin dient dem regelmäßigen Ausgleich von Wertschwankungen der Derivate-Kontrakte, das Initial Margin dagegen soll aktuelle und künftig zu erwartende Wertschwankungen abdecken, die zwischen dem letzten Austausch von Margins und der Wiederabdeckung des Risikos oder der Veräußerung der Position entstehen können, wenn eine der Gegenparteien den vertraglichen Verpflichtungen nicht nachkommen kann.
Wertpapierrechtlich werden Margins ausschließlich Finanzsicherheiten genannt (§ 84 WpHG). Die hierfür im Juni 2002 erlassene Finanzsicherheitenrichtlinie (Richtlinie 2002/47/EG) befasst sich mit der Bereitstellung von Wertpapieren und Barguthaben als Sicherheit. Vor allem Wertpapiere werden im Interbankenhandel regelmäßig im Rahmen von Pfandgeschäften, Wertpapierleih- und Pensionsgeschäften sowie von Kauf- und Rückkaufvereinbarungen, den so genannten Repos (englisch repurchase agreements), als Kreditsicherheit übertragen. Finanzsicherheit ist nach Art. 2 Nr. 1a dieser Richtlinie eine Sicherheit, die in Form der Vollrechtübertragung oder in Form eines beschränkten dinglichen Sicherungsrechts bestellt wird. Die Richtlinie schützt insbesondere die im Bankenverkehr üblichen Vereinbarungen, wonach der Sicherungsgeber bei Wertschwankungen der geleisteten Sicherheiten oder bei Wertschwankungen der besicherten Verbindlichkeit verpflichtet ist, weitere Sicherheiten zu leisten, um die unbesicherte „Marge“ abzudecken (Margensicherheit).
Durch § 1 Abs. 17 KWG ist diese Finanzsicherheitenrichtlinie Bestandteil des deutschen Bankrechts. Da Margins die Anforderungen an Finanzsicherheiten des Art. 207 Kapitaladäquanzverordnung erfüllen, gelten sie beim Sicherungsnehmer als anrechenbare „Kreditrisikominderungstechnik mit Sicherheitsleistung“. In § 130 Abs. 1 InsO ist klargestellt, dass eine bankenübliche Margensicherheit in der Insolvenz des Sicherungsgebers keine inkongruente Deckung darstellt.